# جورج سافو
جورج سافو (بالرومانية: George Savu)‏ هو لاعب كرة قدم روماني في مركز حراسة المرمى، ولد في 20 مارس 1983 في بوخارست في رومانيا. لعب مع كونكورديا كياجنا ونادي بياترا نيامتس ونادي داسيا كيشيناو ونادي قرطاجنة.

## وصلات خارجية
- جورج سافو على موقع قاعدة بيانات كرة القدم.إي يو (الإنجليزية)
- جورج سافو على موقع Soccerway.com (الإنجليزية)
- جورج سافو على موقع AS.com (الإسبانية)